# Michiko Shōda

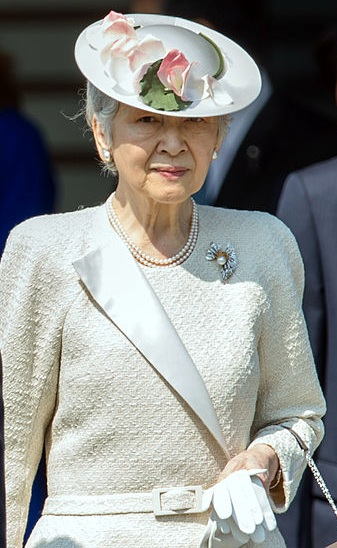
Kaiserin Michiko im April 2014

Michiko (japanisch 美智子 Michiko), geboren als Michiko Shōda (正田 美智子 Shōda Michiko, * 20. Oktober 1934 in Tokio), ist emeritierte Kaiserin von Japan (上皇后, Jōkōgō; eng. „Empress Emerita“), Ehefrau des emeritierten Tennō (Kaisers) Akihito und Mutter von Kaiser Naruhito.

## Biografie

### Frühe Jahre

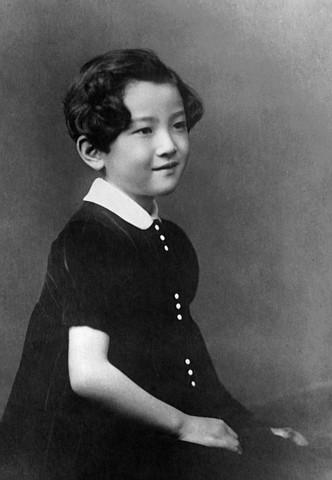
Michiko Shōda als Kind (1940)

Michiko wurde in Tokio als älteste Tochter von Hidesaburō Shōda und Fumiko Soejima geboren. Sie wurde nach traditionell japanischer als auch nach westlicher Art erzogen und lernte beispielsweise Englisch zu sprechen, Klavier zu spielen und wurde in die Kunst des Malens, des Kochens und des Kōdōs eingeweiht. Sie war die Nichte von mehreren Wissenschaftlern, darunter auch des Mathematikers Kenjirō Shōda, der von 1954 bis 1960 als Rektor der Universität Ōsaka diente.
Michiko besuchte die Futaba-Grundschule in Tokio. Diese musste sie allerdings während der 4. Klasse auf Grund der immer häufiger werdenden Bombardierungen Japans während des Zweiten Weltkriegs durch die Vereinigten Staaten verlassen und besuchte anschließend Schulen in den Präfekturen Kanagawa, Gunma und Nagano. Nach der Niederlage Japans besuchte sie die Seishin-Sekundarschule in Tokio und verließ diese 1953. Danach besuchte sie die University of the Sacred Heart (聖心女子大学) in Tokio, wo sie 1957 den Bachelor of Arts in Englischer Literatur ablegte. Zudem besuchte sie sowohl die Harvard University als auch die University of Oxford.
In ihrer Kindheit wurde sie von ihrer Familie in Anspielung auf Shirley Temple „Temple-chan“ genannt, da Michiko lockige und rötliche Haare besaß, was für japanische Mädchen eher ungewöhnlich war. Nach ihrem Studium bekam sie den Spitznamen „Michi“. Obwohl sie aus einer christlichen Familie stammt und christliche Privatschulen besuchte, wurde sie nicht getauft.
Da sie einer reichen Familie angehörte, waren ihre Eltern im Bezug auf einen zukünftigen Ehemann sehr wählerisch. Laut Biographen des berühmten Autors Yukio Mishima war dieser einer von vielen Interessenten und soll ihr auch vorgestellt worden sein.

### Heirat

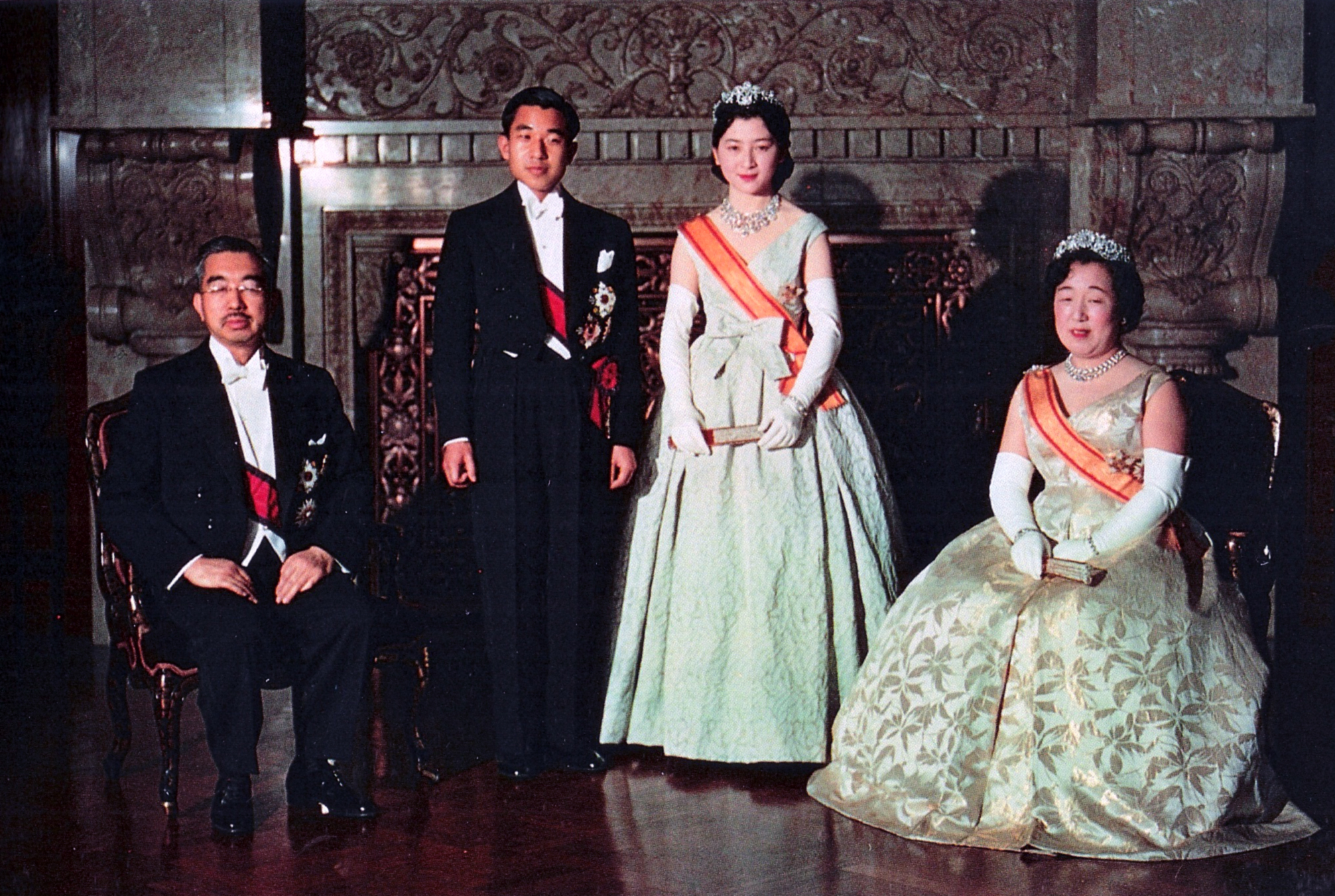
Hochzeitsfoto mit Kaiser Hirohito und Kaiserin Kōjun (1959)

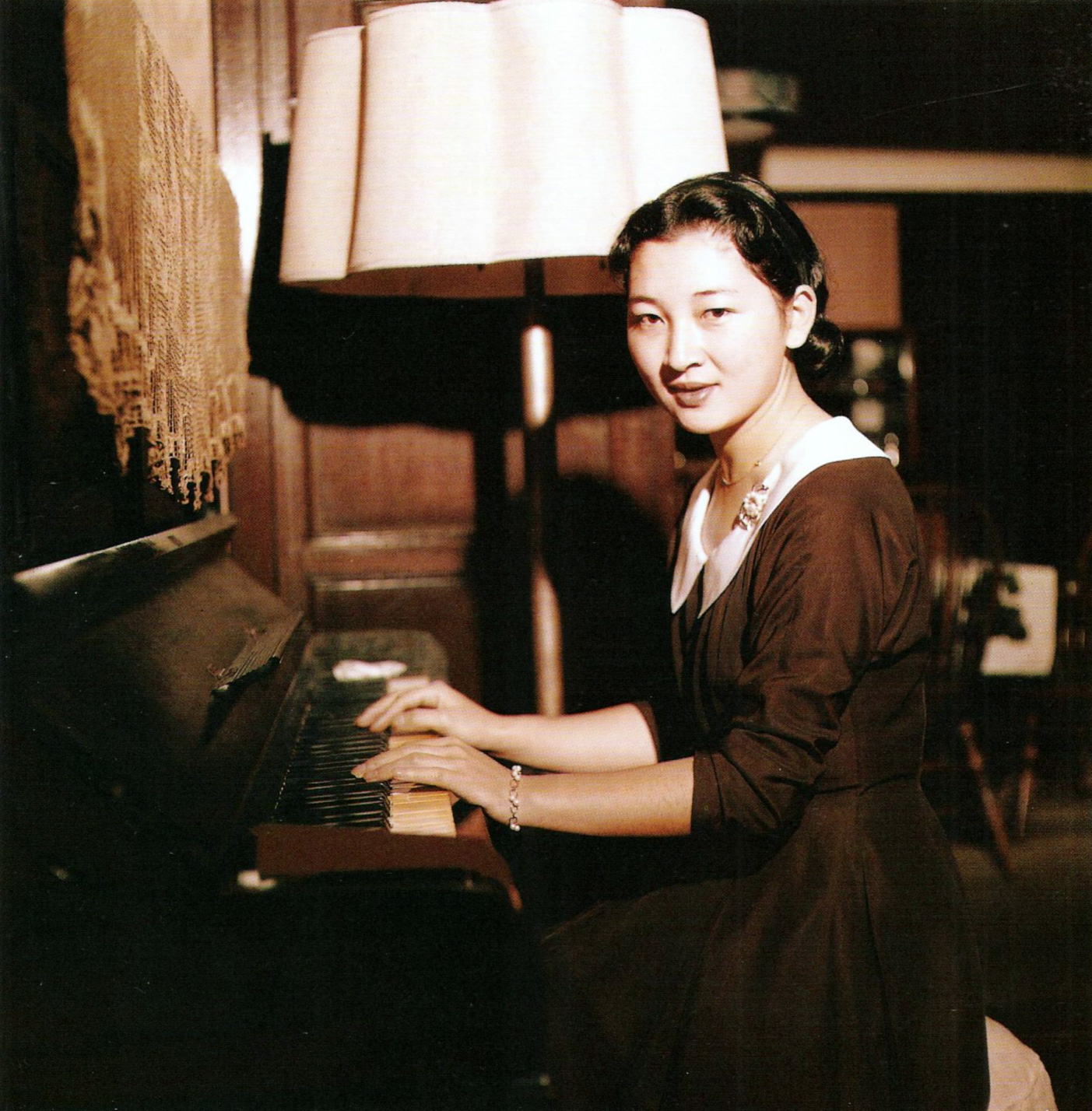
Michiko Shōda am Klavier (1958)

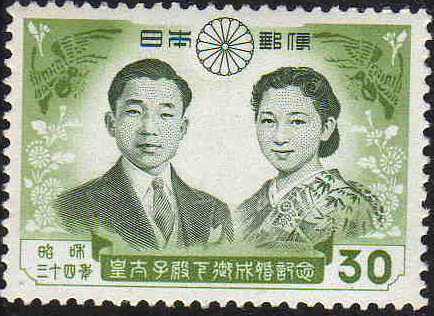
Akihito und Michiko auf einer Sonderbriefmarke anlässlich ihrer Hochzeit

Im August 1957 lernte Michiko den damaligen Kronprinzen Akihito auf einem Tennisplatz im Ferienort Karuizawa kennen. Das Kaiserliche Hofamt erkannte die Verlobung von Michiko und Akihito am 27. November 1958 offiziell an. Diese wurde von den Medien als „Märchen“ oder „Romantik des Tennisplatzes“ bezeichnet. Die Verlobungszeremonie fand am 14. Januar 1959 statt.
Als Tochter eines wohlhabenden Geschäftsmannes wurde Michiko als Bürgerliche gesehen. Die Medien waren in den 1950er Jahren davon ausgegangen, dass das Hofamt für den Kronprinzen die Tochter eines ehemaligen Adligen oder eine entfernte Verwandte aus dem Kaiserhaus aussuchen würde. Einige Traditionalisten waren gegen die Verlobung, da Michiko einer römisch-katholischen Familie entstammte und auch den Glauben ihrer Eltern anerkannte. Darüber hinaus wird stark vermutet, dass auch die damalige Kaiserin Kōjun die Verlobung ablehnte. Nach ihrem Tod im Jahr 2000 berichtete die Nachrichtenagentur Reuters, dass die Kaiserin sogar einer der größten Gegner der Heirat gewesen sei. Sie soll Michiko in den 1960er Jahren durch ständige Vorwürfe, dass sie nicht die richtige Frau für ihren Sohn sei, in Depressionen getrieben haben. Die Behörden mussten zudem aufgrund von Morddrohungen die Sicherheit der Familie Shōda besonders gewährleisten.
Trotz allem erhielt das junge Paar Unterstützung von der internationalen Öffentlichkeit und der Regierung. Zudem wurde die junge Michiko ein Symbol der Modernisierung und Demokratisierung Japans. Die Medien bezeichneten das Phänomen zu dieser Zeit als „Michi Boom“. Die traditionell shintoistische Hochzeit fand schließlich am 10. April 1959 statt. Beim anschließenden Hochzeitszug durch Tokio waren 500.000 Zuschauer über 8,8 Kilometer verteilt anwesend. Ein Großteil der Hochzeit wurde im Fernsehen gesendet, was sie zur ersten kaiserlichen Hochzeit macht, die der Öffentlichkeit präsentiert wurde. Die Zuschauerzahl lag bei etwa 15 Millionen.

### Leben als Kronprinzessin
Akihito und Michiko zogen nach der Heirat in den Tōgū-Palast im Stadtteil Akasaka, südwestlich des Kaiserpalastes. Das Gebäude wurde 1952 als Residenz des Kronprinzen gebaut. Am 23. Februar 1960 wurde ihr erster Sohn Naruhito geboren. In der kaiserlichen Familie war es bisher üblich, dass die Kinder von ihren Eltern getrennt aufgezogen wurden. Das Paar brach jedoch diese Tradition und entschied, seine Kinder selbst zu erziehen. Michiko stillte ihre Säuglinge sogar. 1963 berichteten Medien, dass sie am 22. März 1963 aus gesundheitlichen Gründen eine Schwangerschaft nach etwa drei Monaten abbrach. In ihrer Zeit als Kronprinzessin besuchte Michiko mit ihrem Gatten zwischen 1959 und 1989 37 Länder und stärkte auch in Japan ihre Position in der Öffentlichkeit und besuchte alle 47 Präfekturen. 1965 kam ihr zweiter Sohn Fumihito zur Welt und 1969 schließlich Prinzessin Nori.
Die Kronprinzessin litt in den 1960er Jahren aufgrund des Drucks der Medien und ihrer Schwiegermutter unter psychischen Problemen und verlor für sieben Monate ihre Stimme.

### Leben als Kaiserin

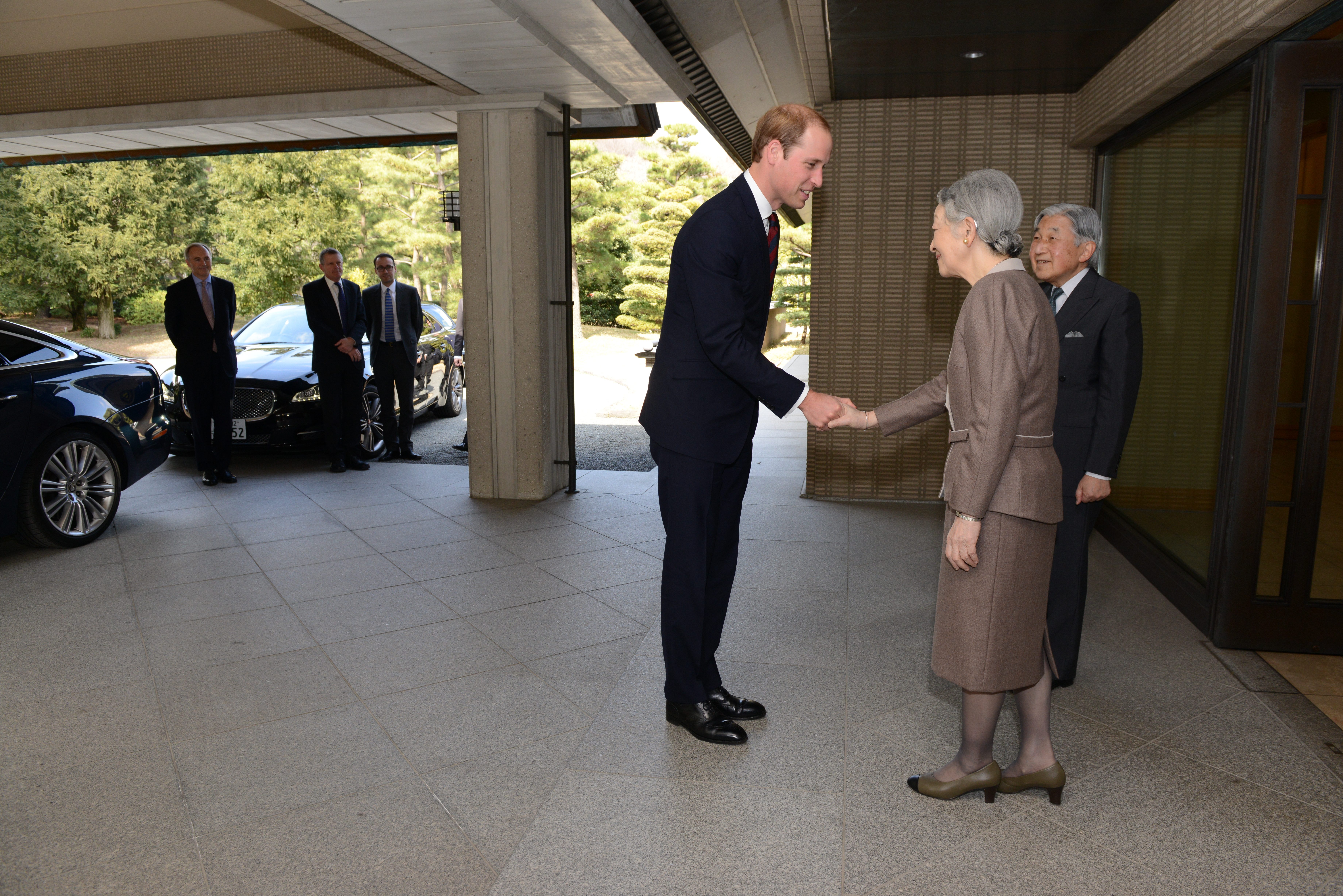
Empfang von Prinz William im Kaiserpalast (2015)

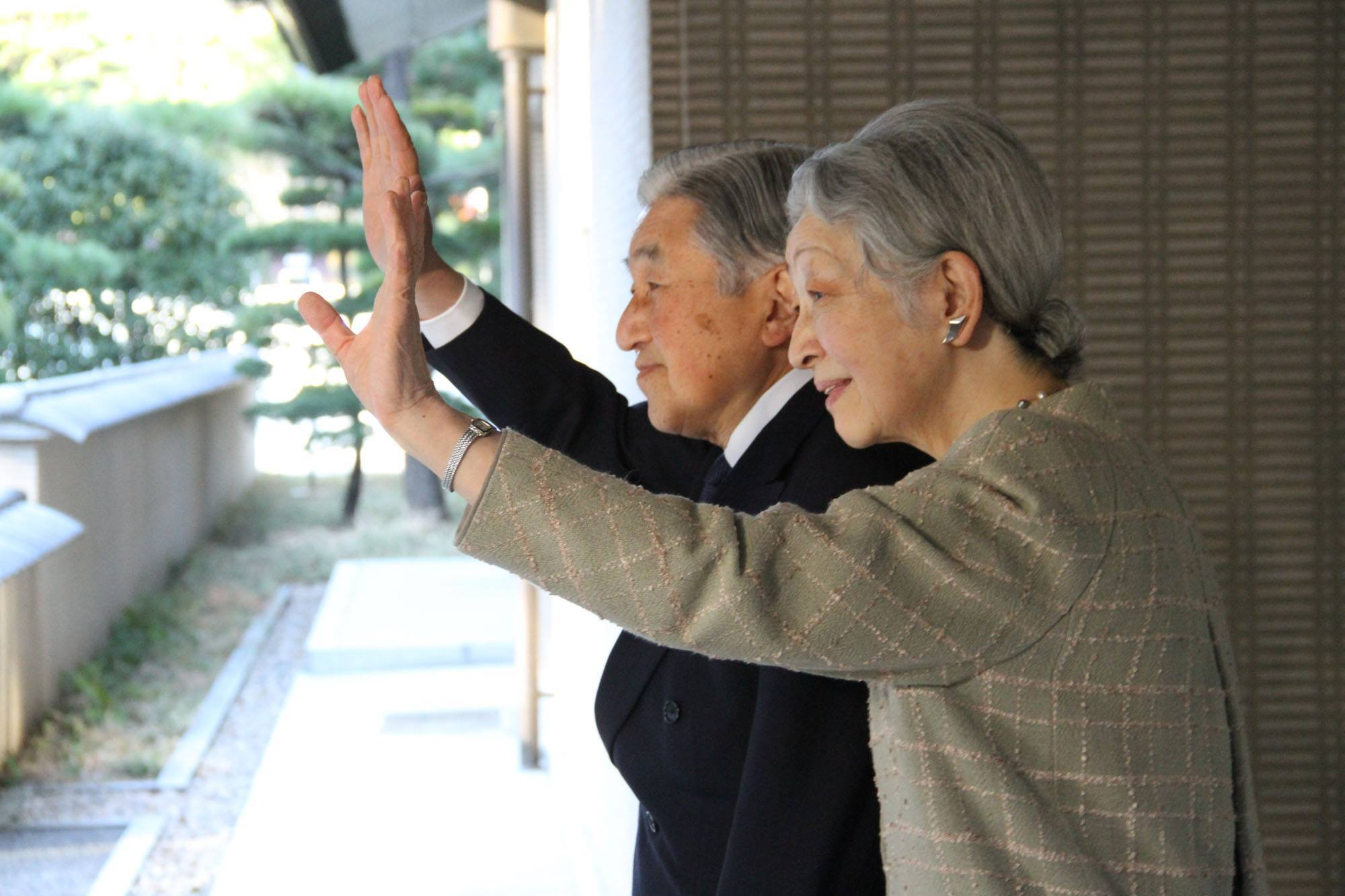
Akihito und Michiko (2016)

Nach dem Tod von Kaiser Hirohito am 7. Januar 1989 bestiegen Akihito und Michiko den Thron. Ihre offiziellen Aufgaben als Kaiserin bestanden u. a. darin, den Kaiser auf Veranstaltungen, Zeremonien und Auslandsreisen zu begleiten, Staatsgäste zu empfangen und soziale, kulturelle und wohltätige Einrichtungen und Organisationen zu besuchen. Sie ist auch Ehrenpräsidentin des Japanischen Roten Kreuzes.
Michiko war als Kaiserin auch für die Seidenbauplantage auf dem Gelände des Kaiserpalastes verantwortlich. Sie beteiligte sich an der jährlichen Zeremonie der Seidenernte und züchtet selbst Seidenspinner. Der Anbau und die Ernte von Seide waren ein Teil ihrer zeremoniellen Aufgaben, die dem Shintoismus und der japanischen Kultur und Tradition angehören. Einen Teil der gewonnenen Seide spendete die Kaiserin seit 1994 dem Tōdai-ji-Tempel in Nara zur Restaurierung der dort vorhandenen Schätze von Kaiser Shōmu.
Als Kaiserin wurde von ihr die Ausführung des japanischen Frauenideals, genannt Yamato Nadeshiko, erwartet. Sie hat in ihrem ganzen Leben einen Sinn für Pflicht gezeigt, was sie unter der Bevölkerung sehr beliebt macht. Michiko nahm mit dem Kaiser an religiösen Bräuchen wie das Besuchen von Shintō-Schreinen und Gräbern der Kaiserfamilie teil.

### Abdankung Akihitos
Nachdem Kaiser Akihito in einer Fernsehansprache andeutete, in naher Zukunft abdanken zu wollen, beschloss die japanische Regierung am 8. Dezember 2017 nach Konsultation des „Kaiserlichen Rats“ (皇室会議 Kōshitsu Kaigi, u. a. bestehend aus Premierminister Shinzō Abe, den Präsidenten der beiden Kammern des Parlaments Tadamori Ōshima und Chūichi Date sowie Naruhitos Onkel Prinz Masahito von Hitachi und dessen Gattin Prinzessin Hanako von Hitachi), dass Kaiser Akihito am 30. April 2019 abdanken und Naruhito am folgenden Tag den Chrysanthementhron besteigen wird. Akihitos Regierungszeit und damit Michikos Amt als Kaiserin endete offiziell um 24 Uhr Ortszeit.

## Nachkommen
Michiko hat mit Akihito drei Kinder:
- Kaiser Naruhito (* 23. Februar 1960)
- Prinz Akishino (Fumihito; * 30. November 1965)
- Prinzessin Nori (Sayako; * 18. April 1969)

Außerdem hat sie vier Enkelkinder:
- Prinzessin Mako (* 23. Oktober 1991) – Tochter von Prinz Akishino und seiner Frau Kiko
- Prinzessin Kako (* 29. Dezember 1994) – Tochter von Prinz Akishino und Kiko
- Prinzessin Aiko (* 1. Dezember 2001) – Tochter von Kaiser Naruhito und Kaiserin Masako
- Prinz Hisahito (* 6. September 2006) – Sohn von Prinz Akishino und Kiko

## Privates
- Michiko gilt als begabte Klavier- und Tennisspielerin.
- Michiko ist stark am Gagaku interessiert, einem Musikstil, der seit dem 7. Jahrhundert im Kaiserhaus gespielt wird.
- Michiko ist vom Dichten begeistert und übersetzte zwei Werke von Mado Michio ins Englische. Sie schrieb auch selbst mehrere Gedichte, unter anderem im Waka-Stil.

## Veröffentlichungen
- Gedichte: Nur eine kleine Maulbeere. Aber sie wog schwer; Gedichte von Michiko, Kaiserin von Japan; mit Kalligraphien von Hakko Ishitobi, übersetzt von Peter Pantzer. Herder, Freiburg im Breisgau 2017, ISBN 978-3-451-31220-5.[3]